# Meurman
Meurman är ett släktnamn som burits av bland andra: 
- Arne Meurman
- Otto Adolf Meurman
- Otto-Iivari Meurman
- Henrik Meurman